# 2030年11月25日日食
2030年11月25日日食是一次日全食，將發生於2030年11月25日。新月當天（即朔日），地球上觀測到月球和太阳的角距離極小，此時月球如果恰好在月球交點附近，穿過太阳和地球之間，與地球、太阳接近一直線，則會出現日食。月球本影接觸地表而使該區域完全得不到陽光，就會形成日全食，同時在本影兩側數千公里的半影範圍內遮擋部分陽光，形成日偏食。此次日全食將會經過納米比亞、波札那、南非、莱索托、澳大利亚，日偏食則將覆蓋非洲中南部、澳大利亚及周邊部分地區。

## 日食概況

### 出現區域
本次日食開始時，月球本影將在聖赫勒拿島以東約780公里的南大西洋面最先接觸地表，當地將在日出時最先看到日全食。然後本影將向東南移動，穿過非洲南部進入南印度洋，在法屬南部和南極領地以北約570公里的洋面達到最大食分。此後本影逐漸轉向東偏北移動，從大澳洲灣海岸登上澳大利亚，最終在日落時分結束於昆士蘭州東南部。
澳大利亚在2023年至2038年的不到16年內將出現高於一般頻率的5次日全食，這是其中第三次。
本次月球本影經過的陸地將包括：
- 纳米比亚：經過庫內內區西南部後自西北向東南斜貫埃龍戈區，經過奧喬宗朱帕區西南部後斜貫霍馬斯區，再經過哈達普區東北部和奧馬海凱區南部，其中包括温得和克，是本次全食帶經過的唯一首都；
- ：自西北向東南斜貫卡拉哈迪區後擦過南部區南端；
- 南非：第一次入境擦過北開普省北端，第二次入境經過北開普省東北部並自西北向東南斜貫西北省中南部、自由邦省中部偏北、夸祖魯-納塔爾省；
- 賴索托：萊里貝區東北半部、布塔-布泰區、莫霍特隆區除南部外的大部、塔巴-采卡區極東北角；
- ：自西南向東北斜貫南澳大利亚州東南部和新南威爾士州西北部後進入昆士蘭州南部，最終在該州東南部離開地表。[4][5]

除了狹窄的全食帶內能看見日全食之外，月球半影覆蓋範圍內都將能看到日偏食，包括奈及利亞東南半部、中部非洲中南部、東非中南部、南部非洲、南乔治亚和南桑威奇群岛、印尼東南半部、東帝汶、澳大利亚、巴布亚新几内亚除東北部外的大部、新西蘭中南部及南極洲靠近印度洋的約三分之二。

此次日全食過程中月影在地表移動的動畫

### 基本參數
- 類型：日全食
- 食甚中心處（位於法屬南部和南極領地以北約570公里的南印度洋）資料：
  - 時間：2030年11月25日6:50:19.2
  - 地點：43°36.8′S 71°14.5′E / 43.6133°S 71.2417°E
  - 食分：1.0468（全食帶內最大）
  - 本影寬度：169.3公里
  - 日全食持續時間：3分43.5秒
- 全食最長處資料：
  - 時間：2030年11月25日6:51:53
  - 地點：43°43′S 72°2′E / 43.717°S 72.033°E
  - 本影寬度：169.2公里
  - 日全食持續時間：3分43.6秒（全食帶內最長）[7]

## 相關的日食

### 2029-2032年的日食
月球交替位於相對的月球交點時，以半個交點年（食年），即約177天又4小時間隔出現下列日食。
註：2029年1月14日和2029年7月11日的日偏食屬於上一組交點年系列。
| 日食列表  |           |           |           |           |           |           |           |           |           |           |           |
| 1997-2000 | 2000-2003 | 2004-2007 | 2008-2011 | 2011-2014 | 2015-2018 | 2018-2021 | 2022-2025 | 2026-2029 | 2029-2032 | 2033-2036 | 2036-2039 |

| 降交點   | 降交點                   |          | 升交點                   | 升交點 |
| 沙羅周期 | 地圖                     | 沙羅周期 | 地圖                     |        |
| 118      | 2029年6月12日 偏食（北） | 123      | 2029年12月5日 偏食（南） |        |
| 128      | 2030年6月1日 環食        | 133      | 2030年11月25日 全食      |        |
| 138      | 2031年5月21日 環食       | 143      | 2031年11月14日 全環食    |        |
| 148      | 2032年5月9日 環食        | 153      | 2032年11月3日 偏食（北） |        |

### 沙羅周期
沙羅週期長度為18年11天。本次日食屬於沙羅週期133，共包含72次日食，依次為1219年7月13日至1417年11月8日的12次日偏食、1435年11月20日至1526年1月13日的6次日環食、1544年1月24日的1次全環食（亦稱混合食）、1562年2月3日至2373年6月21日的46次日全食、2391年7月3日至2499年9月5日的7次日偏食，總共歷時1280.14年。其中最長的全食發生於1850年8月7日，共持續了6分50秒。
下表列舉了1901年至2100年間發生的屬於該周期的日食，是第39至49次：
| 39             | 40             | 41            |
| -------------- | -------------- | ------------- |
| 1904年9月9日   | 1922年9月21日  | 1940年10月1日 |
| 42             | 43             | 44            |
| 1958年10月12日 | 1976年10月23日 | 1994年11月3日 |
| 45             | 46             | 47            |
| 2012年11月13日 | 2030年11月25日 | 2048年12月5日 |
| 48             | 49             |               |
| 2066年12月17日 | 2084年12月27日 |               |

## 資料來源
1. ↑  樊忠玉. . 中国天文科普网.   [2018-02-05]. （原始内容存档于2014-09-17）.
2. 1 2  Fred Espenak. . NASA Eclipse Web Site.   [2018-02-05]. （原始内容存档于2020-10-23）.（英文）
3. ↑  Fred Espenak. . NASA Eclipse Web Site.   [2018-02-05]. （原始内容存档于2020-12-28）.（英文）
4. ↑  Fred Espenak. . NASA Eclipse Web Site.   [2018-02-05]. （原始内容存档于2020-10-24）.（英文）
5. ↑  Xavier M. Jubier. .   [2018-02-05]. （原始内容存档于2018-02-05）.（法文）（英文）
6. ↑  Fred Espenak. . NASA Eclipse Web Site.   [2018-02-05]. （原始内容存档于2019-01-18）.（英文）
7. ↑  Fred Espenak. . NASA Eclipse Web Site.   [2018-02-05]. （原始内容存档于2020-10-20）.（英文）
8. ↑  Fred Espenak. . NASA Eclipse Web Site.（英文）

## 外部連結
- NASA日食專頁（页面存档备份，存于）（英文）
- 可見區域圖和時間統計：由弗雷德·埃斯佩纳克做出的日食預報，NASA/GSFC
  - Google互動地圖呈現的日食範圍
  - 貝塞爾元素
- Google地圖顯示的日全食和日偏食範圍（页面存档备份，存于）（法文）（英文）

| \| \| 日食 \|                            |                               |                                           |
| 上一次日食： 2030年6月1日日食 （日環食） | 2030年11月25日日食 （日全食） | 下一次日食： 2031年5月21日日食 （日環食） |
| 上一次日全食： 2028年7月22日日食         | 2030年11月25日日食 （日全食） | 下一次日全食： 2033年3月30日日食          |
|                                          | 日食                          |                                           |